# Джордан Тезе
Джордан Тезе (нід. Jordan Teze, нар. 30 вересня 1999, Розендал, Нідерланди) — нідерландський футболіст конголезького походження, фланговий захисник клубу «Монако» та національної збірної Нідерландів.

## Клубна кар'єра
Джордан Тезе є вихованцем нідерландського клубу ПСВ, де починав займатися футболом з восьмирічного віку. У 2017 року Тезе почав грати за дублюючий склад ПСВ у Еерстедивізі. Через рік футболіста почали залучати до ігор першої команди. Свою першу гру в основі Тезе провів у жовтні 2017 року. З 2018 року він був включений до заявки першої команди і дебютував у  Ередивізі.
20 серпня 2024 року був проданий у «Монако».

## Збірна
У 2016 році Джордан Тезе взяв участь у юнацькому чемпіонаті Європи (U-17), що проходив в Азербайджані.  
8 червня 2022 року у матчі Ліги націй проти команди Вельсу Джордан Тезе дебютував у складі національній збірній Нідерландів.

## Титули і досягнення
- Володар Суперкубка Нідерландів (3):

ПСВ: 2021, 2022, 2023
- Володар Кубка Нідерландів (2):

ПСВ: 2021-22, 2022-23
Особисті досягнення
- Команда місяця Ередивізі: квітень 2024[8]